# Istituto statale di istruzione superiore Mancinelli-Falconi
L'Istituto Statale di Istruzione Superiore "Antonio Mancinelli-Dante Falconi" è una scuola secondaria di secondo grado della città di Velletri, in provincia di Roma, nell'area dei Castelli Romani.

## Storia
Il 23 settembre 1872 venne fondata per Regio Decreto del re d'Italia Vittorio Emanuele II di Savoia la Reale Scuola Normale di Velletri, che aveva le funzioni di un moderno istituto magistrale ai fini di adempiere "alla necessità di meglio provvedere alla formazione di buoni insegnanti per le scuole elementari maschili e femminili in provincia di Roma". La sede della scuola fu stabilita nell'ex-Convento dei Padri Francescani vicino alla Chiesa di San Lorenzo, dopo che lo Stato estese l'esproprio dei beni ecclesiastici anche nei territori dell'ex-Stato Pontificio, nel 1873. La nuova scuola, che veniva investita di compiti importantissimi, venne dotata di una scuola elementare di tirocinio annessa, di un Convitto, di un Osservatorio Sismico situato nel cortile, più un gabinetto di fisica, uno di scienze naturali, una biblioteca, ed un museo scolastico.
Nel 1891 la denominazione della scuola divenne Reale Scuola Normale "Clemente Cardinali", con l'intitolazione all'archeologo e intellettuale illuminista Clemente Cardinali (1789-1839).
Durante il periodo fascista la scuola assunse la denominazione di Istituto Magistrale di Stato "Dante Falconi", con l'intitolazione all'eroe della prima guerra mondiale Dante Falconi, nato per l'appunto a Velletri. Tale denominazione è rimasta all'istituto fino alla fusione con il Liceo Ginnasio Statale "Antonio Mancinelli" nell'Istituto di Istruzione Superiore "Mancinelli-Falconi", avvenuta nell'anno scolastico 1997/1998.
Attualmente, l'Istituto Statale di Istruzione Superiore "Mancinelli-Falconi" conta 39 classi per una popolazione scolastica totale di 901 alunni, con 83 docenti, 2 docenti ex art.113 e 21 unità di personale non docente.

## Corsi di studio
- Liceo classico;

- Liceo linguistico;

- Liceo delle Scienze Umane;

- Liceo Economico Sociale;